# Брисеньо, Антонио
Антонио Брисеньо Васкес (исп. Antonio Briseño Vázquez; родился 5 февраля 1994 года в городе Гвадалахара, Мексика) — мексиканский футболист, защитник мексиканского клуба «Гвадалахара».

## Клубная карьера

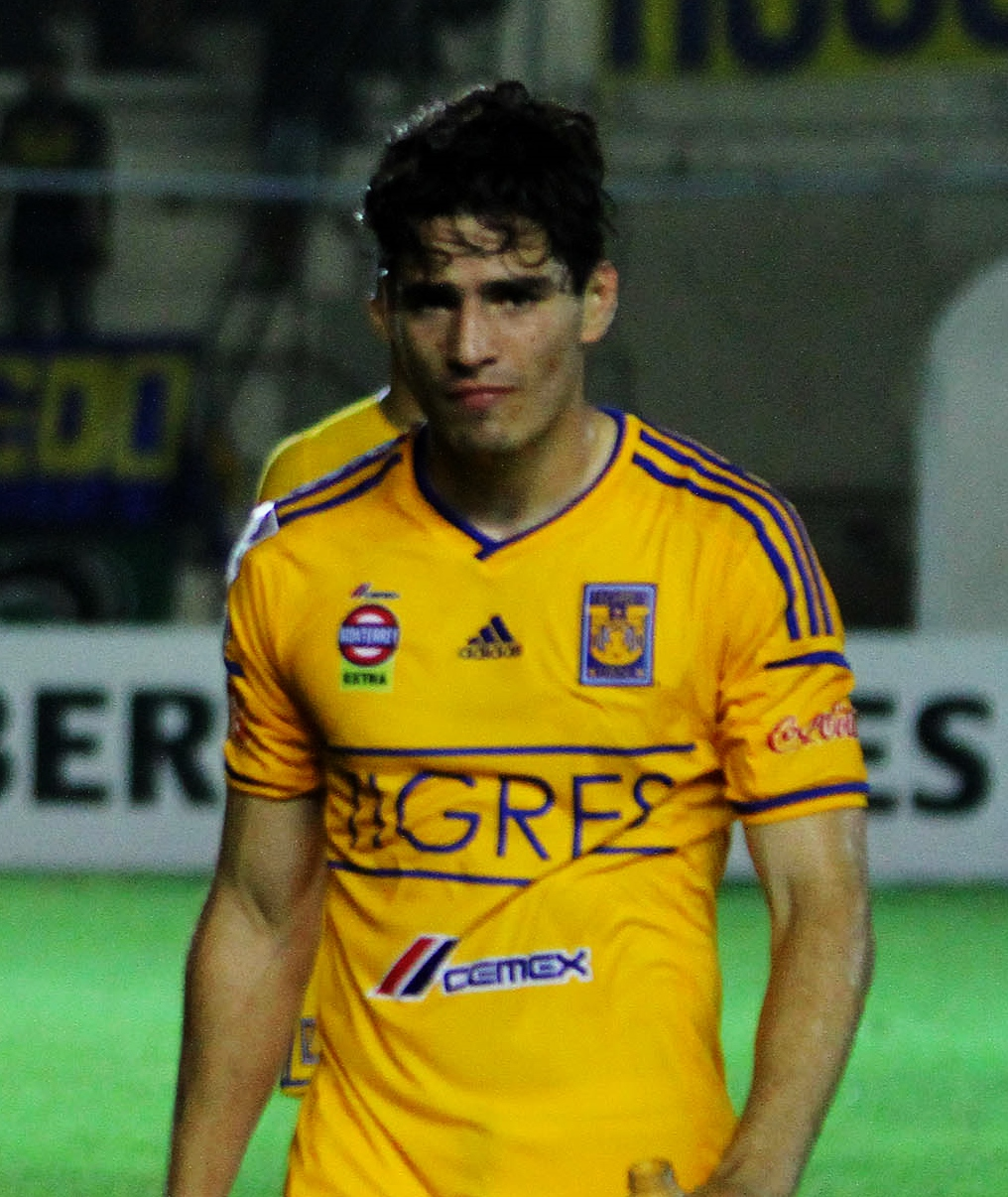
Брисеньо в составе УАНЛ Тигрес

Брисеньо начал играть в футбол в возрасте 5 лет, он выступал за школьную команду Колледж Сан-Хавьера. Позже он поступил в футбольную академию клуба «Атлас», после того, как скауты клуба заметили его на юношеском турнире Легинариос-де-Кристо. До перехода в основу «Атласа» он выступал за резервные команды до 17 и до 20 лет. В августе 2011 года после выступления на Чемпионате Мира для юношей до 17 лет им заинтересовались многие европейские клубы, среди которых были «Барселона», «Реал Мадрид», «Валенсия», «Вильярреал», «Эвертон» и «Манчестер Сити».
1 октября 2011 года в матче против «Хагуарес Чьяпас» Брисеньо дебютировал в мексиканской Примере, выйдя на замену вместо Флавио Сантоса во втором тайме.
Летом 2014 года Антони перешёл в УАНЛ Тигрес. 27 июля в матче против «Леона» он дебютировал за новую команду. 10 августа 2015 года в поединке против «Гвадалахары» Брисеньо забил свой первый гол за «тигров». 27 августа в матче Лиги чемпионов КОНКАКАФ против коста-риканского «Эредиано» Антонио забил мяч.

## Международная карьера
В 2011 году в составе юношеской сборной Мексики Брисеньо выиграл юношеский домашний чемпионата мира. На турнире он сыграл в матчах против команд Северной Кореи, Конго, Нидерландов, Панамы, Франции, Германии и Уругвая. В поединке против уругвайцев Антонио забил гол.
В 2013 году Брисеньо попал в заявку сборной Мексики на участие в домашнем чемпионате КОНКАКАФ среди молодёжных команд. 2 марта в полуфинальном поединке против молодёжной сборной Сальвадора Антонио забил два гола и помог своей команде добиться победы. В составе национальной команды Брисеньо выиграл турнир и был признан самым ценным футболистом турнира.

## Личная жизнь
Брисеньо родился в богатой семье. В детстве он получил прозвище «цыплёнок». С пяти лет он увлёкся футболом и болел за «Гвадалахару», но позже поменял свои пристрастия и начал переживать за «Атлас», в футбольную академию которого впоследствии поступил. Его кумир — Рафаэль Маркес, во многом из-за него Антонио выбрал позицию защитника. Хобби Брисеньо — спортивные мотоциклы.

## Достижения
Командные
 УАНЛ Тигрес
- Чемпионат Мексики по футболу — Апертура 2015
- Финалист Кубка Либертадорес — 2015

Международные
 Мексика (до 17)
- Чемпионат мира по футболу среди юношеских команд — 2011

 Мексика (до 23)
- Чемпионат КОНКАКАФ среди молодёжных команд — 2013

Индивидуальные
- Лучший футболист чемпионата КОНКАКАФ среди молодёжных команд (до 20 лет) — 2013